# Nicko McBrain
Nicko McBrain, właśc. Michael Henry McBrain (ur. 5 czerwca 1952[A]) – muzyk rockowy, uznawany za jednego z najlepszych i najbardziej wpływowych perkusistów heavy metal/hard rock wszech czasów. Jako perkusista Iron Maiden został laureatem wielu nagród i wyróżnień, m.in. w 2005 roku został włączony do prestiżowego Hollywood’s RockWalk W 2008 roku Nicko McBrain został włączony do Guitar Centre's Drum Legends Hall of Fame. W 2020 roku perkusistę przyjęto do Modern Drummer Hall of Fame. Rok później muzyk został wprowadzony do Rhythm Magazine Hall of Fame. Od 2019 roku McBrain pełni rolę Międzynarodowego Ambasadora Marki oraz Dyrektora Generalnego w British Drum Company.

## Życiorys
McBrain pochodzi z Hackney (tak jak Adrian Smith) w północno-wschodnim Londynie. Jego przydomek – "Nicko" (pierwotnie "Nicky") – pochodzi z dzieciństwa. Rodzina zwracała się tak do przyszłego perkusisty od imienia jego ulubionego misia, Nicholasa. Jak się okazało, to dziecinne przezwisko przetrwało wiele lat i stało się jego nowym imieniem.
Nicko zawsze marzył o karierze perkusisty. Stało się to być może za sprawą ojca, zakochanego w jazzie tradycyjnym. W wieku 12 lat dostał pierwszą perkusję. To dzięki ojcu nauczył się na niej profesjonalnie grać. Jeśli chodzi o muzyczne zainteresowania młodego McBraina, to słuchał on głównie: The Beatles, The Rolling Stones, The Animals czy The Shadows. Ponadto był również świetnym tancerzem. W wieku 15 lat, gdy ukończył szkołę, był już niemal profesjonalistą, który zaliczył występy na weselach czy w pubach. Wkrótce zaczął pracować jako muzyk sesyjny.
Pierwszymi zespołami Nicko były: The Eighteenth Fairfield Walk oraz The Wells Street Blues Band. Jednak żadna z tych grup, grających głównie covery, nie wywarła znaczącego wpływu na karierę tego młodego, dobrze zapowiadającego się perkusisty. Wkrótce McBraina czekało kolejne muzyczne wyzwanie: współpraca z wokalistą i klawiszowcem Billym Dayem.
Jednak grupa wkrótce się rozpadła. Następne poważniejsze muzyczne doświadczenia Nicko to: dołączenie w 1975 roku do zespołu Streetwalkers i później (w 1980 roku), do francuskiej formacji rockowej Trust.
Grając w Trust, spotkał się z Iron Maiden w 1981 roku, na trasie promującej ich drugą płytę, Killers. Wtedy właśnie poznał członków zespołu. Wkrótce, w grudniu 1982 roku sam do nich dołączył, zastępując Clive’a Burra. Po latach McBrain jest uznawany za jednego z członków tzw. "Złotego Składu Iron Maiden", którego działalność przypadała na okres 1983 – 1989 oraz 1999 – 2024.
Pierwszą płytą Nicka nagraną w Iron Maiden, było "Piece of Mind". Do tej pory nagrał z nimi 13 albumów studyjnych, z których niemal każdy odniósł międzynarodowy sukces i sprzedał się w wielomilionowym nakładzie. Jego żywiołowość i energia zjednały mu wielu fanów.
Ponadto, podobnie jak Bruce Dickinson, wokalista grupy Iron Maiden, Nicko jest wykwalifikowanym pilotem.

## Nicko McBrain’s DRUM One
To nazwa salonu sprzedaży – centrum perkusyjnego, należącego do muzyka a zlokalizowanego w Manchesterze. Salon oferuje szeroką gamę usług, atrakcji oraz osprzętu perkusyjnego, wykraczając poza standardy funkcjonowania charakteryzujące standardowy punkt handlowy z instrumentami. Na miejscu można napotkać na szeroki wybór produktów takich marek, jak: DrumOne, DW, Zildjian, Vater, Pro Mark, Remo, Yamaha, CODE, Evans, Aquarian, Gibraltar, Sonor, Paiste, Mapex, Pearl, Ludwig, Gretsch, Tama, Drum Workshop, Vic Firth, Worldmax oraz wielu innych. Główna oferta została podzielona na dwa osobne segmenty, powiązane z ekspozycjami produktów firm Sonor (Sonorsphere) oraz Paiste (Planet Paiste). „Nicko Mcbrain’s Drum One” czynnie uczestniczy i patronuje licznym klinikom perkusyjnym, meetingom gwiazd – legend instrumentu, seminariom i warsztatom muzycznym, targom sprzętu, demonstracjom umiejętności oraz treningom i szkoleniom, przeznaczonym zarówno dla profesjonalistów i amatorów, w końcu transakcjom wymiany czy też odsprzedaży sprzętu nowego i używanego w ramach "DrumOne Adventure". Właściciel zadbał o przystępność cenową, elastyczność rozliczeń ratalnych, atrakcyjność promocji oraz dostępność wszystkich produktów składających się na bieżącą ofertę salonu. Zainteresowani mogą wypróbować oraz nabyć osprzęt pozwalający na udoskonalenie zestawów, lub ich gruntowną modernizację. Salon szybko zyskał wielu sympatyków oraz uznanie profesjonalnych muzyków, którzy przyznali, iż imponująca kafeteria produktów Paiste i Sonor należy do najlepszych na Wyspach Brytyjskich. "Drum One" stwarza również możliwość zapoznania się z prototypowymi modelami instrumentów oraz wieloma nowinkami rynkowymi. Na specjalnie przygotowanym stanowisku ekspozycyjnym można zobaczyć oryginalne modele zestawów perkusyjnych, z których korzystał na przestrzeni lat Nicko McBrain, grając w Iron Maiden.
Perkusista został zaproszony aby dołączyć do prestiżowego The Massed Bands of His Majesty’s Royal Marines podczas koncertów 52nd Mountbatten Festival of Music (MFM) zaplanowanych na 8 i 9 marca 2024 w Royal Albert Hall. Perkusista Iron Maiden wraz z orkiestrą stworzoną przez stu wybranych muzyków tworzących zespoły Royal Marines (członkowie Corps of Drums) zaprezentować miał standardy muzyki brytyjskiej, marsze wojskowe oraz klasyki Iron Maiden. Gośćmi honorowymi cyklicznej imprezy są przedstawiciele brytyjskiej rodziny królewskiej, udział w przedsięwzięciu jest od lat postrzegany jako wydarzenie wysoce prestiżowe. Dochody z koncertów zasilają konta Royal Navy i Royal Marines Charities oraz Young Lives vs Cancer Charity.

## Pasje i zainteresowania

### Restauracja barbecue
Perkusista jest właścicielem restauracji barbecue „Rock ‘N Roll Ribs” zlokalizowanej na Florydzie w Coral Springs. „R ‘N R Ribs” powstała na kanwie dwóch pasji muzyka: kulinariów oraz muzyki. Współpartnerem McBraina jest specjalista od barbecue (zdobywca amerykańskich nagród) Mitch Tanne. Specjalnością restauracji są żeberka „Baby Back Ribs” oraz sosy. Gościom towarzyszy muzyka rockandrollowa. Zdaniem perkusisty ważna jest atmosfera, która ma odzwierciedlać „dziką i zabawną” frajdę z przebywania w centrum koncertu rockowego, z dostępem za kulisy imprezy, gdzie każdy czuje się jak VIP.
Wnętrze restauracji zdobi kilkaset pamiątek związanych z karierą Iron Maiden. Dziesiątki złotych i platynowych płyt, liczne statuetki, oryginalne plakaty, stare instrumenty i stroje muzyków, liczne werble i podpisane przez McBraina żele perkusyjne oraz gadżety związane z Eddiem. Kilka razy w roku perkusista organizuje też specjalne jam sessions dla gości, podczas których można podziwiać jego grę.

## Życie prywatne
Jest żonaty z Rebeccą McBrain, z którą ma dwóch synów: Justina i Nicholasa.

## Instrumentarium
| Talerze perkusyjne Paiste - 15" Signature Reflector Heavy Full Crash custom - 19" Signature Reflector Heavy Full Crash - 16" Signature Reflector Heavy Full Crash - 20" Signature Reflector Heavy Full Crash - 18" Signature Reflector Heavy Full Crash - 14" Signature Heavy Hi-Hat (Reflector Finish) custom - 13" Formula 602 Classic Sounds Heavy Bell discontinued - 22" Signature Reflector Bell Ride - 17" RUDE Crash/Ride - 20" Signature Crash prototype - 22" Signature Reflector Heavy Full Crash - 20" Signature Reflector Heavy China custom - 40" Symphonic Gong (Custom Brilliant Finish) custom |  | Bębny Premier Series Elite Custom Wrap - 6" x 6" Maple Tom - 8" x 8" Maple Tom - 10" x 10" Maple Tom - 12" x 12" Maple Tom - 13" x 13" Maple Tom - 14" x 14" Maple Tom - 15" x 15" Maple Tom - 16" x 16" Maple Tom - 18' x 16" Maple Floor Tom - 24" x 18" Gen-X Bass Drum - 14" x 5.5" Maple Snare Drum Pałki perkusyjne - Vic Firth Nicko McBrain Signature Drumsticks |

## Dyskografia
- Pat Travers – Makin' Magic (1977)
- Pat Travers – Putting it Straight (1977)
- Trust – Savage (1982)